# 昌原中央駅
昌原中央駅（チャンウォンチュンアンえき、ハングル:창원중앙역）は、大韓民国慶尚南道昌原市義昌区にある韓国鉄道公社慶全線の駅。昌原大という副駅名がある。

## 駅周辺
- 昌原大学校
- 慶尚南道庁
- 慶南地方警察庁
- 慶南道立美術館

## 沿革
- 2010年12月15日：複線電鉄化開通とともにKTX、一般列車停車駅として開業[1]
- 2011年3月1日：昌原大学校を駅名に表記
- 2013年9月27日：南道海洋観光列車 (S-Train)の停車駅としての業務開始
- 2014年6月1日：ITX-セマウル運行開始

## 隣の駅
韓国鉄道公社
慶全線
進礼駅 - 昌原中央駅 - (龍岡信号所) - 昌原駅